# Кореневе (Жабинківський район)
Кореневе (біл. Коранёва) — хутір у складі Жабинківського району Берестейської області, Білорусь. Відноситься до Кривлянської сільради. Населення — 6 осіб (1999). Знаходиться на етнічних українських землях Берестейщини.

## Історія
Поселення знаходиться між селищами Верхи, Горєлкі, Кривляни, Можейки, Селищі, Налезники, Орепичі. 
Місцевість належить басейну річки Вісли, навколо розташована розвинена мережа меліоративних каналів зі стоком в каналах Палахва і Сехновичький (обидва належить басейну річки Мухавець). 
Шляхтич Тишко Ходкевич Кореневський успадкував та був власником с. Коренево, поблизу Юрківщини біля Кам'янця Литовського, на Берестейщині. 
У XVII—XVIII століттях ці землі входили до складу Речі Посполитої.
Після Третього поділу Речі Посполитої (1795 рік) поселення увійшло до складу Російської імперії. З 1801 року у складі Кобринського повіту Гродненської губернії. За описом 1875 року частка українців серед чоловіків призовного віку Кобринського повіту становила 90,2 %, євреїв — 8 %, поляків — 0,8 %, німців — 0,1 %, татар — 0,01 %
Відповідно до Ризької мирної угоди (1921) поселення увійшло до складу міжвоєнної Польщі, де належало до Кобринського повіту Поліського воєводства. З 1939 року увійшло до складі Білоруської РСР.